# Unione Sportiva Cremonese 1984-1985
Questa voce raccoglie le informazioni riguardanti l'Unione Sportiva Cremonese nelle competizioni ufficiali della stagione 1984-1985.

## Stagione
La stagione 1984-85 è stata amara per i colori grigiorossi, la gioia per il ritorno in Serie A dopo cinquant'anni di attesa, non è bastata per disputare un torneo decoroso, la Cremonese ha diviso con la Lazio l'ultimo posto in classifica con 15 punti, nel campionato che ha dato al Verona il primo scudetto della sua storia. Per il terzo anno consecutivo la Cremonese è affidata alle cure di Emiliano Mondonico, a Cremona c'è un grande entusiasmo che ha portato a 5.371 abbonamenti staccati, è una squadra che gioca bene, che da spettacolo, ma che raccoglie poco o niente. Si punta su due stranieri collaudati, il libero Polacco Władysław Żmuda, tre mondiali già disputati (e disputerà pure il quarto nel 1986) con due semifinali all'attivo, ed il brasiliano Juary in avanti, dove si sente l'assenza di Gianluca Vialli passato alla Sampdoria.
La pecca grigiorossa è in trasferta, dove subisce 14 sconfitte sulla groppa, ed un solo pareggio a Firenze, e anche la difesa, che con 48 reti al passivo, risulta la peggiore del torneo. Con la Cremonese retrocedono Lazio ed Ascoli. In Coppa Italia i grigiorossi disputano il quarto girone di qualificazione, che promuove agli ottavi di finale Torino ed Empoli.

## Rosa

La squadra in campo con la particolare divisa invernale, rossa con pinstripes grigiobianche.

| N. |                    | Ruolo | Calciatore                 |
| -- | ------------------ | ----- | -------------------------- |
|    | Italia (bandiera)  | P     | Fausto Borin               |
|    | Italia (bandiera)  | P     | Antonio Rigamonti          |
|    | Italia (bandiera)  | D     | Sergio Paolinelli          |
|    | Italia (bandiera)  | D     | Giovanni Mei               |
|    | Italia (bandiera)  | D     | Gianluigi Galbagini        |
|    | Italia (bandiera)  | D     | Felice Garzilli            |
|    | Italia (bandiera)  | D     | Franco Pancheri            |
|    | Italia (bandiera)  | D     | Ivan Rizzardi              |
|    | Italia (bandiera)  | D     | Mario Montorfano           |
|    | Polonia (bandiera) | D     | Władysław Żmuda            |
|    | Italia (bandiera)  | C     | Claudio Bencina (capitano) |
|    | Italia (bandiera)  | C     | Graziano Mazzoni           |

| N. |                    | Ruolo | Calciatore             |
| -- | ------------------ | ----- | ---------------------- |
|    | Italia (bandiera)  | C     | Francesco Della Monica |
|    | Italia (bandiera)  | C     | Fulvio Bonomi          |
|    | Italia (bandiera)  | C     | Romano Galvani         |
|    | Italia (bandiera)  | C     | Roberto Galletti       |
|    | Italia (bandiera)  | C     | Luca Torresani         |
|    | Italia (bandiera)  | A     | Mauro Meluso           |
|    | Italia (bandiera)  | A     | Marco Nicoletti        |
|    | Italia (bandiera)  | A     | Giancarlo Finardi      |
|    | Italia (bandiera)  | A     | Alviero Chiorri        |
|    | Brasile (bandiera) | A     | Juary                  |
|    | Italia (bandiera)  | A     | Walter Viganò          |

## Risultati

### Serie A

#### Girone di andata
| Arbitro: | Bianciardi (Siena) |

|             |           |  |
| Souness 37’ | Marcatori |  |

| Arbitro: | Mattei (Macerata) |

|                                |           |          |
| Bonomi 3’ (rig.) Nicoletti 24’ | Marcatori | 41’ Caso |

| Arbitro: | Sguizzato (Verona) |

|                 |           |               |
| Hateley 51’ 58’ | Marcatori | 39’ Nicoletti |

| Cremona 7 ottobre 1984 4ª giornata | Cremonese          | 0 – 0 | Avellino | Stadio Giovanni Zini\| Arbitro: \| Lombardo (Marsala) \| |
| Arbitro:                           | Lombardo (Marsala) |       |          |                                                          |

| Arbitro: | Leni (Perugia) |

|                  |           |  |
| Magnocavallo 14’ | Marcatori |  |

| Arbitro: | Longhi (Roma) |

|                    |           |                                         |
| Chiorri 48’ (rig.) | Marcatori | 27’ Platini 61’ Vignola 84’ M. Briaschi |

| Arbitro: | D'Elia (Salerno) |

|                              |           |            |
| Borin 56’ (aut.) D'Amico 82’ | Marcatori | 51’ Viganò |

| Arbitro: | Redini (Pisa) |

|  |           |                                  |
|  | Marcatori | 74’ (rig.) Galderisi 84’ Briegel |

| Arbitro: | Lombardo (Marsala) |

|         |           |  |
| Albiero | Marcatori |  |

| Arbitro: | Baldi (Roma) |

|                |           |  |
| D. Bertoni 27’ | Marcatori |  |

| Arbitro: | Casarin (Milano) |

|             |           |              |
| Finardi 38’ | Marcatori | 86’ Sócrates |

| Arbitro: | D'Elia (Salerno) |

|               |           |                        |
| Nicoletti 87’ | Marcatori | 5’ Brady 37’ Altobelli |

| Arbitro: | Magni (Bergamo) |

|                                      |           |                        |
| Giannini 9’ Ancelotti 50’ Pruzzo 78’ | Marcatori | 56’ (rig.) 75’ Finardi |

| Arbitro: | Coppetelli (Tivoli) |

|                              |           |  |
| Bonomi 5’ Finardi 19’ (rig.) | Marcatori |  |

| Arbitro: | Sguizzato (Verona) |

|                               |           |  |
| Selvaggi 49’ A. Carnevale 72’ | Marcatori |  |

#### Girone di ritorno
| Arbitro: | Bianciardi (Siena) |

|               |           |             |
| Nicoletti 78’ | Marcatori | 35’ Salsano |

| Arbitro: | Esposito (Torre del Greco) |

|              |           |  |
| Corradini 6’ | Marcatori |  |

| Arbitro: | Bergamo (Livorno) |

|  |           |                          |
|  | Marcatori | 90’ (rig.) Di Bartolomei |

| Arbitro: | Casarin (Milano) |

|                                   |           |  |
| Montorfano 58’ (aut.) Colombo 59’ | Marcatori |  |

| Cremona 24 febbraio 1985 20ª giornata | Cremonese        | 0 – 0 | Atalanta | Stadio Giovanni Zini\| Arbitro: \| Paparesta (Bari) \| |
| Arbitro:                              | Paparesta (Bari) |       |          |                                                        |

| Arbitro: | Magni (Bergamo) |

|                                                         |           |                    |
| Boniek 10’ M. Briaschi 14’, 87’ Platini 40’, 49’ (rig.) | Marcatori | 12’ (rig.) Finardi |

| Arbitro: | Sguizzato (Verona) |

|           |           |            |
| Żmuda 66’ | Marcatori | 2’ Garlini |

| Arbitro: | Paparesta (Bari) |

|                                              |           |  |
| Di Gennaro 49’ Elkjær Larsen 61’ Briegel 90’ | Marcatori |  |

| Arbitro: | Magni (Bergamo) |

|                              |           |  |
| Finardi 24’ (rig.) Juary 74’ | Marcatori |  |

| Arbitro: | Lamorgese (Potenza) |

|            |           |             |
| Bonomi 57’ | Marcatori | 53’ Bertoni |

| Arbitro: | Paparesta (Bari) |

|              |           |               |
| Sócrates 18’ | Marcatori | 20’ Nicoletti |

| Arbitro: | Redini (Pisa) |

|                                        |           |  |
| Bencina 9’ (aut.) Altobelli 57’ (rig.) | Marcatori |  |

| Arbitro: | Pieri (Genova) |

|  |           |                                                        |
|  | Marcatori | 18’, 42’, 86’ Di Carlo 38’ (rig.) Pruzzo 87’ Ancelotti |

| Arbitro: | Casarin (Milano) |

|                                           |           |                      |
| Cantarutti 11’ Hernández 72’ Nicolini 82’ | Marcatori | 26’ Meluso 68’ Juary |

| Arbitro: | Tubertini (Bologna) |

|                           |           |  |
| Finardi 59’ Torresani 73’ | Marcatori |  |

### Coppa Italia

#### Primo turno
| Arbitro: | Pirandola (Lecce) |

|                            |           |  |
| Messersì 14’ Lucchetti 87’ | Marcatori |  |

| Arbitro: | Leni (Perugia) |

|                                         |           |              |
| Schachner 29’ Zaccarelli 35’ Júnior 58’ | Marcatori | 2’ Nicoletti |

| Arbitro: | Ongaro (Rovigo) |

|                            |           |                      |
| Pancheri 42’ Nicoletti 63’ | Marcatori | 11’ (rig.), 78’ Ambu |

| Arbitro: | Lamorgese (Potenza) |

|             |           |              |
| Pancheri 3’ | Marcatori | 55’ Casaroli |

| Arbitro: | Lombardo (Marsala) |

|                     |           |                            |
| Cozzella 60’ (rig.) | Marcatori | 5’ Bonomi 47’ Della Monica |

## Statistiche

### Statistiche di squadra
| Competizione | Punti | In casa | In casa | In casa | In casa | In casa | In casa | In trasferta | In trasferta | In trasferta | In trasferta | In trasferta | In trasferta | Totale | Totale | Totale | Totale | Totale | Totale | DR  |
| Competizione | Punti | G       | V       | N       | P       | Gf      | Gs      | G            | V            | N            | P            | Gf           | Gs           | G      | V      | N      | P      | Gf     | Gs     | DR  |
| ------------ | ----- | ------- | ------- | ------- | ------- | ------- | ------- | ------------ | ------------ | ------------ | ------------ | ------------ | ------------ | ------ | ------ | ------ | ------ | ------ | ------ | --- |
| Serie A      | 15    | 15      | 4       | 6       | 5       | 14      | 18      | 15           | 0            | 1            | 14           | 8            | 30           | 30     | 4      | 7      | 19     | 22     | 40     | -18 |
| Coppa Italia | 4     | 2       | 0       | 2       | 0       | 3       | 3       | 3            | 1            | 0            | 2            | 3            | 6            | 5      | 1      | 2      | 2      | 6      | 9      | -3  |
| Totale       |       | 17      | 4       | 8       | 5       | 17      | 21      | 18           | 1            | 1            | 16           | 11           | 36           | 35     | 5      | 9      | 21     | 28     | 49     | -21 |

### Statistiche dei giocatori
| Giocatore       | Serie A  | Serie A | Serie A     | Serie A    | Coppa Italia | Coppa Italia | Coppa Italia | Coppa Italia | Totale   | Totale | Totale      | Totale     |
| Giocatore       | Presenze | Reti    | Ammonizioni | Espulsioni | Presenze     | Reti         | Ammonizioni  | Espulsioni   | Presenze | Reti   | Ammonizioni | Espulsioni |
| --------------- | -------- | ------- | ----------- | ---------- | ------------ | ------------ | ------------ | ------------ | -------- | ------ | ----------- | ---------- |
| C. Bencina      | 28       | 0       | ?           | ?          | ?            | ?            | ?            | ?            | 28+      | 0+     | ?           | ?          |
| F. Bonomi       | 27       | 3       | ?           | ?          | ?            | ?            | ?            | ?            | 27+      | 3+     | ?           | ?          |
| F. Borin        | 28       | -40     | ?           | ?          | ?            | ?            | ?            | ?            | 28+      | -40+   | ?           | ?          |
| A. Chiorri      | 12       | 1       | ?           | ?          | ?            | ?            | ?            | ?            | 12+      | 1+     | ?           | ?          |
| F. Della Monica | 4        | 0       | ?           | ?          | ?            | ?            | ?            | ?            | 4+       | 0+     | ?           | ?          |
| G. Finardi      | 24       | 7       | ?           | ?          | ?            | ?            | ?            | ?            | 24+      | 7+     | ?           | ?          |
| G. Galbagini    | 19       | 0       | ?           | ?          | ?            | ?            | ?            | ?            | 19+      | 0+     | ?           | ?          |
| R. Galletti     | 2        | 0       | ?           | ?          | ?            | ?            | ?            | ?            | 2+       | 0+     | ?           | ?          |
| R. Galvani      | 27       | 0       | ?           | ?          | ?            | ?            | ?            | ?            | 27+      | 0+     | ?           | ?          |
| F. Garzilli     | 26       | 0       | ?           | ?          | ?            | ?            | ?            | ?            | 26+      | 0+     | ?           | ?          |
| Juary           | 19       | 2       | ?           | ?          | ?            | ?            | ?            | ?            | 19+      | 2+     | ?           | ?          |
| G. Mazzoni      | 11       | 0       | ?           | ?          | ?            | ?            | ?            | ?            | 11+      | 0+     | ?           | ?          |
| G. Mei          | 4        | 0       | ?           | ?          | ?            | ?            | ?            | ?            | 4+       | 0+     | ?           | ?          |
| M. Meluso       | 12       | 1       | ?           | ?          | ?            | ?            | ?            | ?            | 12+      | 1+     | ?           | ?          |
| M. Montorfano   | 22       | 0       | ?           | ?          | ?            | ?            | ?            | ?            | 22+      | 0+     | ?           | ?          |
| M. Nicoletti    | 27       | 5       | ?           | ?          | ?            | ?            | ?            | ?            | 27+      | 5+     | ?           | ?          |
| F. Pancheri     | 26       | 0       | ?           | ?          | ?            | ?            | ?            | ?            | 26+      | 0+     | ?           | ?          |
| S. Paolinelli   | 24       | 0       | ?           | ?          | ?            | ?            | ?            | ?            | 24+      | 0+     | ?           | ?          |
| G. Recaldini    | 1        | 0       | ?           | ?          | ?            | ?            | ?            | ?            | 1+       | 0+     | ?           | ?          |
| A. Rigamonti    | 2        | -8      | ?           | ?          | ?            | ?            | ?            | ?            | 2+       | -8+    | ?           | ?          |
| L. Torresani    | 2        | 1       | ?           | ?          | ?            | ?            | ?            | ?            | 2+       | 1+     | ?           | ?          |
| W. Viganò       | 23       | 1       | ?           | ?          | ?            | ?            | ?            | ?            | 23+      | 1+     | ?           | ?          |
| W. Zmuda        | 12       | 1       | ?           | ?          | ?            | ?            | ?            | ?            | 12+      | 1+     | ?           | ?          |